# Karen Haude
Karen Fröhlich (* als Karen Haude) ist eine ehemalige deutsche Hockeynationalspielerin.

## Karriere
Karen Haude begann 1967 beim MTV Braunschweig mit dem Hockeyspielen, 1974 wechselte sie zu Eintracht Braunschweig. Mit der Eintracht gewann sie vier deutsche Meisterschaften im Feld- und einen Meistertitel im Hallenhockey.
Für die deutsche Nationalmannschaft bestritt Haude zwischen 1978 und 1984 insgesamt 60 Länderspiele (davon 52 auf dem Feld und 8 in der Halle). 1981 wurde sie mit der DHB-Auswahl Weltmeisterin im Feldhockey. Außerdem gewann sie mit der Nationalmannschaft 1981 die Hallenhockey-Europameisterschaft. 1980 gehörte Haude zum deutschen Aufgebot für die Olympischen Spiele in Moskau, aufgrund des Olympiaboykotts der Bundesrepublik Deutschland kam es aber nicht zur Teilnahme an dem Turnier.
1981 wurde Karen Haude das Silberne Lorbeerblatt verliehen.